# برایان بینی
برایان بینی (به انگلیسی: William Brian Binnie) فضانورد اهل ایالات متحده آمریکا است که در ۱۹۵۳ میلادی در لافایت غربی، ایندیانا زاده شد. وی در مأموریت پرواز ۱۷پی فضاپیمای یک حضور داشته است.